# TSI
TSI (акроним од Twincharged Stratified Injection или Turbocharged Stratified Injection) је технологија за бензинске моторе, који је развила и производи Фолксваген групација.
TSI је турбо бензински мотор са директним убризгавањем бензина у комбинацији са двоструким пуњењем – twincharged. Обе компоненте двоструког пуњача (твинчарџера), компресор и турбо пуњач издувних гасова, међусобно се допуњавају у начину функционисања. Одликују га снага, компактност и економичност. Ови агрегати развијају велику снагу и снажни обртни момент уз ниску потрошњу горива са ниском емисијом издувних гасова. Са својим карактеристикама не заостаје са популарним TDI и FSI моторима. Ауди у својим моделима користи искључиво термин TFSI.
TSI је више пута добијао награду за најбољи мотор године.